# Supermarine Attacker
Supermarine Attacker byl britský palubní jednomístný proudový stíhací letoun. Pro Fleet Air Arm ho vyvinula firma Supermarine. Jediným zahraničním provozovatelem letounu bylo letectvo Pákistánu.

## Vznik a vývoj
Attacker byl zkonstruován na základě specifikací E.10/44 na vývoj proudového stíhacího letounu, ovšem v původně zamýšlené roli se neuplatnil — podobně jako stroje vznikající podle předcházejících specifikací E.1/44. 
Firma Supermarine nabídla „navalizovanou“ verzi projektu britskému námořnictvu, které jej přijalo. První prototyp, pilotovaný Jeffrey K. Quillem (Jeffrey Kindersley Quill, AFC, RAFO), se poprvé vznesl do vzduchu 27. července 1946.
Druhý prototyp, s/n TS413, prvně vzlétl 17. června 1947. Za jeho řízením byl zkušební pilot Michael John Lithgow (později Lt-Cdr M. J. Lithgow, OBE). Sériová výroba typu byla objednána v listopadu 1949. První sériový kus palubní stíhací varianty Attacker F.1 vstoupil do služby v srpnu 1951. První operační jednotkou FAA vyzbrojenou Attackery se stala 800. squadrona.
Attacker měl přímé křídlo s laminárním profilem, převzaté z vrtulového stíhacího letounu Supermarine Spiteful. Na první pohled poněkud anachronicky u proudového letounu působilo použití záďového zatahovacího podvozku. Výzbroj Attackeru tvořily čtyři 20mm kanóny, mimo to stroj mohl nést pumy či neřízené rakety na závěsnících pod křídlem. Letoun poháněl proudový motor Rolls-Royce Nene.
Sériově vyráběné verze
- F.1 — stíhací letoun;
- FB.1 — stíhací-bombardovací letoun;
- FB.2 — stíhací-bombardovací letoun; instalována výkonnější verze motoru Nene, pod křídlem měl závěsníky, umožňující podvěšení dvou 1000lb (454kg) pum, popř. 12 neřízených raket.

Dochované kusy
- Attacker s/n WA473 je vystavován v britském Fleet Air Arm Museum na základně Yeovilton (anglické hrabství Somerset).
- Druhý dochovaný Attacker je vystavený v Pakistan Air Force Museum.

## Služba v britském FAA

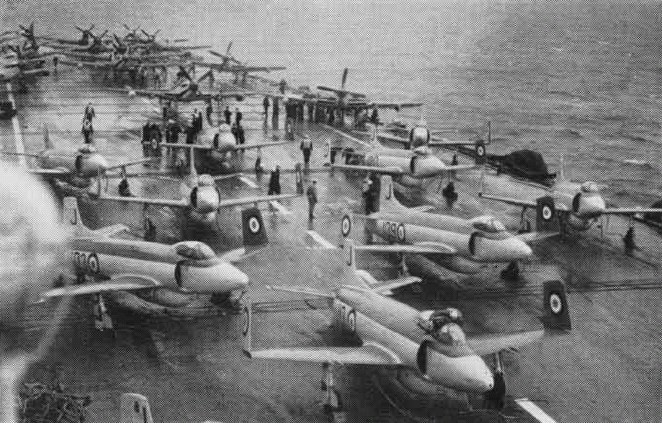
Paluba britské letadlové lodě HMS Eagle (R05) v roce 1952 či 1953. Vpředu stojí letouny Supermarine Attacker FB.2 a za nimi jsou pístové letouny Fairey Firefly FR.4 a Blackburn Firebrand TF.4

Typ Supermarine Attacker byl oficiálně zařazen do služby FAA (Fleet Air Arm) k 17. srpnu 1951 na základně Ford (v hrabství Sussex), kdy byla znovu zformována 800. squadrona, stala se tak historicky první operační jednotkou Royal Navy, resp FAA, vyzbrojenou proudovými letouny. V listopadu 1951 byla přezbrojena druhá jednotka, 803. squadrona (byla znovu zformována k 26. listopadu, rovněž na základně Ford; tato základna je rovněž známa pod označením HMS Peregrine). Attacker se poprvé operačně dostal na letadlovou loď v březnu 1952, kdy se 800. sqdn. nalodila na palubu HMS Eagle.
Jednotky FAA vyzbrojené letouny Attacker:
- 700. squadrona
- 702. squadrona
- 703. squadrona
- 718. squadrona
- 736. squadrona
- 767. squadrona
- 787. squadrona
- 800. squadrona
- 803. squadrona
- 890. squadrona
- 1831. squadrona
- 1832. squadrona
- 1833. squadrona

## Technický popis

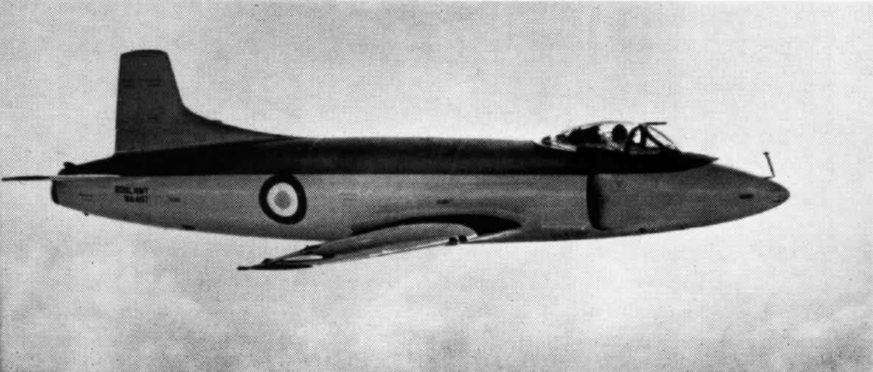
Supermarine Attacker F.1, 1951

Pohonnou jednotku stroje tvořil proudový motor Rolls-Royce Nene, o maximálním statickém tahu 5000 lb.s.t. (cca 2268 kp, 22,241 kN), u verze Attacker FB.2 a u strojů pro Pákistán o tahu 5100 lb.s.t. (cca 2313 kp, 22,686 kN). Motor měl oboustranný jednostupňový radiální (odstředivý) kompresor, devět přímoproudých trubkových spalovacích komor a jednostupňovou axiální turbínu.
Zásoba paliva ve vnitřních nádržích byla 1332 litry, mimo to bylo možno pod trup zavěsit přídavnou nádrž o objemu 1136 litrů.
Výzbroj stroje tvořila čtveřice 20mm kanónů British Hispano Mk.5* lafetovaných v křídle; vnější zbraně měly zásobu munice po 145 nábojích na zbraň, vnitřní po 167 nábojích.
Stroje Attacker FB.1 mohly pod křídlem nést osm raketových střel ráže 3 palce (76,2 mm), opatřených 60liberní nadrážovou hlavicí. U verze FB.2 mohlo být na šesti závěsnících neseno 12 raketových střel (zde byly zavěšeny po dvojicích pod sebou).
Pumovou výzbroj (pouze u verze FB.1, FB.2 a strojů vyrobených pro letectvo Pákistánu) tvořily pumy na dvojici závěsníků pod křídlem, každá do maximální hmotnosti 1000 liber (cca 454 kg).
´

## Uživatelé
- Pákistán
  - Pákistánské letectvo
- Spojené království
  - Fleet Air Arm

## Specifikace (Attacker F.1)

### Hlavní technické údaje
- Posádka: 1 (pilot)
- Rozpětí : 11,252 m
- Délka: 11,303 m
- Výška: 3,023 m
- Nosná plocha: 21,10 m²
- Hmotnost prázdného letounu: 3 826 kg
- Vzletová hmotnost: 5 216 kg
- Plošné zatížení křídla: 313 kg/m²
- Poměr tahu a hmotnosti: 0,54

### Pohonná jednotka
- 1× proudový motor Rolls-Royce Nene
  - Statický tah motoru: 22 kN

### Výkony
- Maximální rychlost: 949 km/h
- Dostup: 14 783 m
- Stoupavost: 32,3 m/s
- Dolet: 949 km bez použití přídavných nádrží (1915 km s nádržemi)

### Výzbroj
- 4 × kanón British Hispano Mk.5* ráže 20 mm